# Valea Mieilor, Prahova
Valea Mieilor este o localitate componentă a orașului Urlați din județul Prahova, Muntenia, România.